# Udana

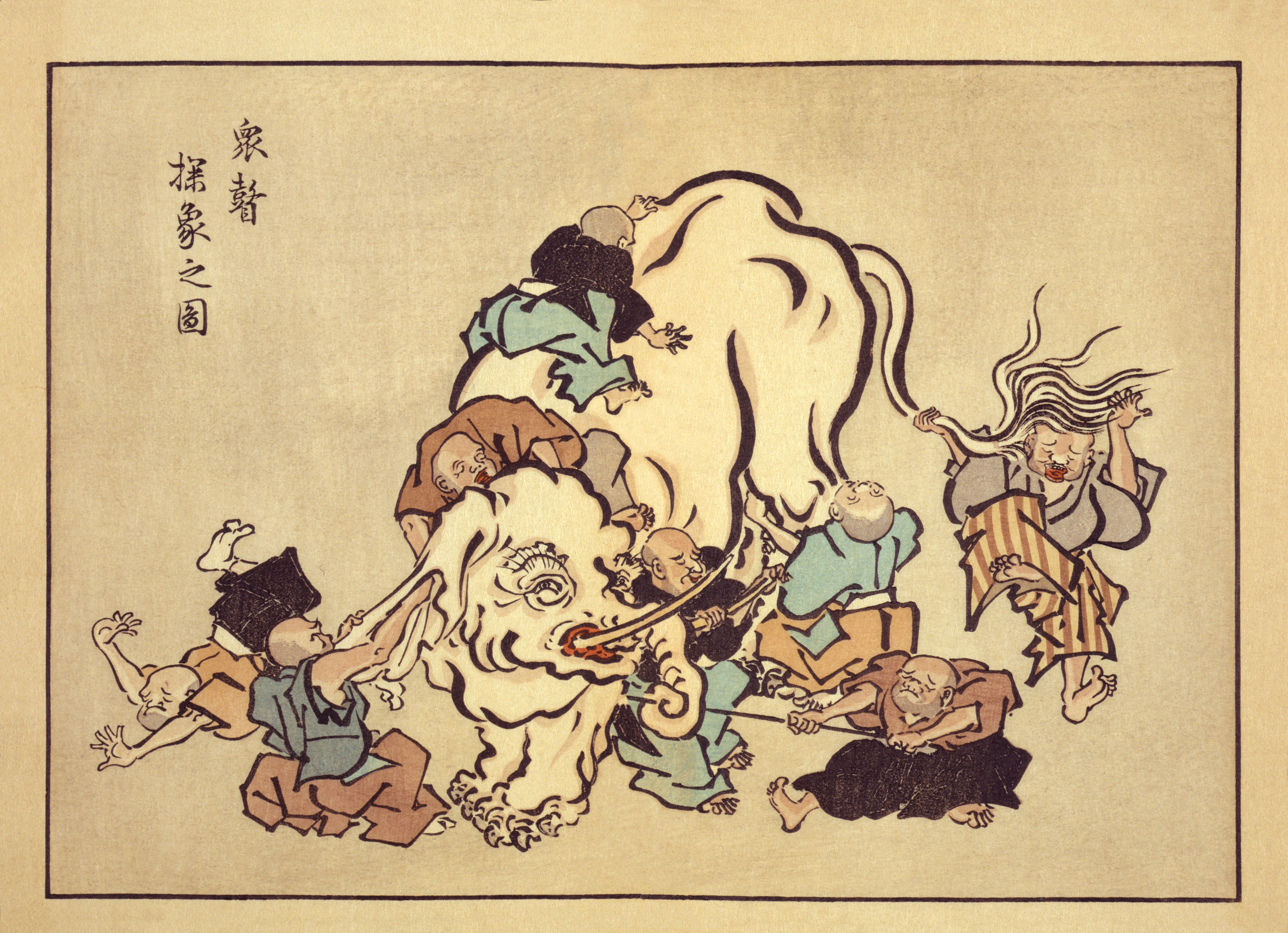
Blinda munkar som undersöker en elefant, en ukiyo-e av den japanske målaren Hanabusa Itchō (1652–1724).

Udāna, pali udāna , är ett verk i Sutta-pitakas femte del, Khuddaka Nikaya inom den buddhistiska palikanonen Tipitaka. Udana sägs tillhöra de äldsta texterna i palikanonen tillsammans med Suttanipata.

## Indelning och struktur[3]
Udāna (ungefär "Inspirerande utrop") är den tredje boken i Khuddaka Nikaya och består av åtta kapitel (vagga) med tio samtal eller sutror vardera, dvs. 80 samtal. Varje sutra består av en lång berättelse eller liknelse och en kort avslutande udāna, eller utrop, från Buddha. Kapitlen i tur och ordning:
I. Bodhivagga – Kapitlet om uppvaknande
II. Mucalindavagga – Kapitlet om kung Mucalinda
III. Nandavagga – Nandas kapitel
IV. Meghiyavagga – Meghiyas kapitel
V. Soṇavagga – Lärjungen Sonas kapitel
VI. Jaccandhavagga – Kapitlet om att vara blind från födseln
VII. Cullavagga – Det lilla kapitlet
VIII. Pāṭaligāmiyavagga – Pataligamiyas kapitel
Den mest kända och spridda berättelsen återfinns i Jaccandhavagga, i kapitel 4, Tittha Sutta och omnämns vanligen som ”Berättelsen om de blinda munkarna och elefanten”. Den handlar om några blinda munkar som undersöker en elefant och kommer fram till helt olika slutsatser. Sensmoralen är att det är ett slöseri med tid och energi att fastslå vad det är man erfar, eftersom detta kommer att vara olika. Liknelsen används av Buddha två gånger, nämligen också i Canki Sutta, som ingår i Majjhima Nikāya, där den är sutra nummer 95.

## Datering
Udāna kan vara en av de allra första buddhistiska skrifterna, men historikerna är inte helt överens.
Hinuber klassificerar denna typ av text som förkanonisk, navaṅga, där texterna beroende på form och stil indelas i geyya (blandad prosa och vers), gāthā (fyrradiga rimmade verser), udāna (yttranden) och jātaka (födelseberättelser).

## Släktskap med andra heliga texter
Inom buddhistisk litteratur kan ungefär en fjärdedel av  Udānas prosa återfinnas i andra delar av Palikanonen, särskilt inom Vinayapitaka. Vidare, menar Hinuber, kan Udāana utgöra grunden till den tibetanska buddhismen skrift Udānavarga, till vilken verser från Dhammapada lagts till.
Förutom i buddhistiska texter kan influenser från Udāna också återfinnas i Upanishaderna och i heliga texter inom jainismen.

## Fotnoter
1. ↑  Sutra är sanskrit, motsvarande ord på pali är ”sutta”.